# Mohammad-Ali Sepanlou
Mohammad-Ali Sepanlou, né le 20 novembre 1940 à Téhéran et mort le 11 mai 2015 dans la même ville, est un poète, un traducteur et un critique littéraire iranien.

## Biographie
Diplômé de la faculté de droit de l'Université de Téhéran en 1963, il est le cofondateur, l'administrateur et l'éditeur du journal de l'Association des écrivains iraniens. Il s'est opposé au régime du shah Mohammad Reza Pahlavi, puis au gouvernement de la République islamique d'Iran, en réclamant la fin de la censure.
Il a publié plus de 50 livres de poésie et a traduit plusieurs auteurs renommés en persan, dont Jean-Paul Sartre et Albert Camus,. 
Il est le père de la chanteuse Shahrzad Sepanlou.